# Zipoetes rufescens
Zipoetes rufescens är en skalbaggsart som beskrevs av Stefan von Breuning 1940. Zipoetes rufescens ingår i släktet Zipoetes och familjen långhorningar. Inga underarter finns listade i Catalogue of Life.